# Paradarisa waiensis
Paradarisa waiensis är en fjärilsart som beskrevs av Richardson 1940. Paradarisa waiensis ingår i släktet Paradarisa och familjen mätare. Inga underarter finns listade i Catalogue of Life.